# Paracles phaeocera
Paracles phaeocera là một loài bướm đêm thuộc phân họ Arctiinae, họ Erebidae.